# UCI Asia Tour 2024
Navigation
Édition précédente Édition suivante
L'UCI Asia Tour 2024 est la 20e édition de l'UCI Asia Tour, l'un des cinq circuits continentaux de cyclisme de l'Union cycliste internationale. Il se déroule du 22 octobre 2023 au 14 octobre 2024 en Asie.

## Équipes
Les équipes qui peuvent participer aux différentes courses dépendent de la catégorie de l'épreuve. Par exemple, les UCI WorldTeams ne peuvent participer qu'aux courses .1 et leur nombre par épreuves est limité.
| Catégorie | Catégorie               | Équipes                                                                                 |
| --------- | ----------------------- | --------------------------------------------------------------------------------------- |
| .1        | 1.1 (Course d'un jour)  | * UCI WorldTeam (max 50 %) * UCI ProTeam * Équipe continentale * Sélection nationale    |
| .1        | 2.1 (Course par étapes) | * UCI WorldTeam (max 50 %) * UCI ProTeam * Équipe continentale * Sélection nationale    |
| .2        | 1.2 (Course d'un jour)  | * UCI ProTeam * Équipe continentale * Sélection nationale * Équipe régionale et de club |
| .2        | 2.2 (Course par étapes) | * UCI ProTeam * Équipe continentale * Sélection nationale * Équipe régionale et de club |

## Calendrier des épreuves

### Octobre 2023
| Date | Course                                      | Pays      | Classe | Vainqueur         | Équipe           |
| ---- | ------------------------------------------- | --------- | ------ | ----------------- | ---------------- |
| 22   | Sun Hung Kai Properties Hong Kong Cyclothon | Hong Kong | 1.1    | Lukas Pöstlberger | Team Jayco AlUla |

### Novembre 2023
| Date | Course                        | Pays  | Classe | Vainqueur       | Équipe        |
| ---- | ----------------------------- | ----- | ------ | --------------- | ------------- |
| 5    | Karst International Road Race | Japon | 1.2    | Benjamín Prades | JCL Team Ukyo |
| 12   | Tour d'Okinawa                | Japon | 1.2    | Masaki Yamamoto | JCL Team Ukyo |

### Janvier
| Date  | Course       | Pays                | Classe | Vainqueur   | Équipe                  |
| ----- | ------------ | ------------------- | ------ | ----------- | ----------------------- |
| 26-31 | Sharjah Tour | Émirats arabes unis | 2.2    | Gal Glivar  | UAE Team Emirates Gen Z |
| 30-3  | AlUla Tour   | Arabie saoudite     | 2.1    | Simon Yates | Team Jayco AlUla        |

### Février
| Date | Course         | Pays | Classe | Vainqueur         | Équipe            |
| ---- | -------------- | ---- | ------ | ----------------- | ----------------- |
| 9    | Muscat Classic | Oman | 1.1    | Finn Fisher-Black | UAE Team Emirates |

### Mars
| Date  | Course                                   | Pays           | Classe | Vainqueur        | Équipe              |
| ----- | ---------------------------------------- | -------------- | ------ | ---------------- | ------------------- |
| 10-14 | Tour de Taïwan                           | Taipei chinois | 2.1    | Joseph Blackmore | Israel-Premier Tech |
| 30    | The Bueng Si Fai International Road Race | Thaïlande      | 1.2    | Lucas Carstensen | Roojai Insurance    |

### Avril
| Date | Course            | Pays      | Classe | Vainqueur        | Équipe           |
| ---- | ----------------- | --------- | ------ | ---------------- | ---------------- |
| 1-6  | Tour de Thaïlande | Thaïlande | 2.1    | Adne van Engelen | Roojai Insurance |

### Mai
| Date  | Course            | Pays        | Classe | Vainqueur             | Équipe        |
| ----- | ----------------- | ----------- | ------ | --------------------- | ------------- |
| 10-12 | Tour de Kumano    | Japon       | 2.2    | Atsushi Oka           | JCL Team Ukyo |
| 19-26 | Tour du Japon     | Japon       | 2.2    | Giovanni Carboni      | JCL Team Ukyo |
| 27-29 | Tour du Bostonliq | Ouzbékistan | 2.2    | Tegshbayar Batsaikhan | Mongolie      |

### Juillet
| Date  | Course                  | Pays      | Classe | Vainqueur     | Équipe             |
| ----- | ----------------------- | --------- | ------ | ------------- | ------------------ |
| 22-25 | Tour de Banyuwangi Ijen | Indonésie | 2.2    | Merhawi Kudus | Terengganu Polygon |

### Août
| Date  | Course                      | Pays  | Classe | Vainqueur  | Équipe    |
| ----- | --------------------------- | ----- | ------ | ---------- | --------- |
| 23-25 | Trans-Himalaya Cycling Race | Chine | 2.2    | Aaron Gate | Burgos-BH |

### Septembre
| Date  | Course             | Pays  | Classe | Vainqueur        | Équipe                      |
| ----- | ------------------ | ----- | ------ | ---------------- | --------------------------- |
| 3-12  | Tour du lac Poyang | Chine | 2.2    | Petr Rikunov     | Chengdu Cycling Team        |
| 8     | Tour de Binzhou    | Chine | 1.2    | Ilia Shchegolkov | Caja Rural-Alea             |
| 8-11  | Tour de Salalah    | Oman  | 2.2    | Nícolas Sessler  | Victoria Sports Pro Cycling |
| 15-17 | Tour de Huangshan  | Chine | 2.2    | Roman Maikin     | Chengdu Cycling Team        |
| 29    | Oita Urban Classic | Japon | 1.2    | Jeroen Meijers   | Victoria Sports Pro Cycling |

### Octobre
| Date  | Course         | Pays      | Classe | Vainqueur         | Équipe           |
| ----- | -------------- | --------- | ------ | ----------------- | ---------------- |
| 5     | Tour de Batam  | Indonésie | 1.2    | Kane Richards     | Roojai Insurance |
| 11-14 | Tour de Kyushu | Japon     | 2.1    | Émilien Jeannière | TotalEnergies    |